# Crossogaster rashbrooki
Crossogaster rashbrooki är en stekelart som beskrevs av Van Noort 1994. Crossogaster rashbrooki ingår i släktet Crossogaster och familjen fikonsteklar.
Artens utbredningsområde är Tanzania. Inga underarter finns listade i Catalogue of Life.